# Mathias Duschl
Mathias Duschl (* 10. August 1916 in Olching; † 29. August 1991 ebenda) war ein deutscher Politiker (SPD). Er war von 1960 bis 1966 Abgeordneter des Bayerischen Landtages, von 1952 bis 1964 Erster Bürgermeister der Gemeinde Olching und von 1964 bis 1971 Landrat des Landkreises Fürstenfeldbruck.

## Leben
Nach dem Besuch der Volksschule und einer Fortbildungsschule arbeitete Duschl in der Landwirtschaft. 1936 wurde er zum Reichsarbeitsdienst, danach zum Wehrdienst eingezogen. Während des Zweiten Weltkrieges erlitt er im November 1944 eine schwere Verwundung, aufgrund derer sein rechtes Bein amputiert werden musste. Im Anschluss an seine Entlassung aus dem Kriegsdienst war er als Verwaltungsangestellter bei der Gemeindeverwaltung Olching tätig.
Duschl war von 1952 bis 1964 Erster Bürgermeister der Gemeinde Olching, ab 1956 stellvertretender Landrat und vom 1. Mai 1964 bis 31. Dezember 1971 Landrat des Landkreises Fürstenfeldbruck. Dem Bezirkstag von Oberbayern gehörte er von 1954 bis 1958 an.
Vom 30. Oktober 1960, als er für den verstorbenen Abgeordneten Anton Wittmann nachrückte, bis zum Ende der fünften Legislaturperiode 1966 war Duschl Mitglied des Bayerischen Landtages. Bei der Landtagswahl 1962 wurde er über den Stimmkreis Fürstenfeldbruck ins Parlament gewählt. Im Landtag war er von 1960 bis 1962 Mitglied des Ausschusses für Ernährung und Landwirtschaft und von 1962 bis 1966 des Ausschusses für Wirtschaft und Verkehr.

## Ehrungen und Auszeichnungen
- 14. Juli 1967: Ehrenbürger der Gemeinde Olching
- 1973: Verdienstkreuz 1. Klasse der Bundesrepublik Deutschland[1]